# بچه‌های مسجد
بچه‌های مسجد یک مجموعه نمایشی محصول سال ۱۳۸۷ به کارگردانی مرضیه منصوری، نویسندگی مرضیه منصوری و تهیه‌کنندگی احسان صاحب جمعیان می‌باشد که از شبکه قرآن پخش شد. این مجموعه در ۱۰ قسمت ۲۰ دقیقه‌ای تهیه می‌شود. محمد رهبر کارگردان تلویزیونی به عهده دارد.
«بچه‌های مسجد» داستان آدم‌هایی است از سال ۱۳۵۷ که آزادیخواهی و مبارزه با ظلم را از مسجد محله‌شان آموخته‌اند، مسجد برای آنها نه فقط یک مکان مذهبی که پایگاهی است بای فعالیت‌های انقلابی.

## بازیگران
- سیروس اسنقی
- سامان غنائمی
- بیژن زرین
- ارشیا زرین
- سیدمحمد حسینی
- مژگان غلامی
- زهره صفوی
- مهدی فقیه